# Kinga Gajewska
Kinga Magdalena Gajewska (ur. 22 lipca 1990 w Warszawie) – polska polityk, politolog, prawniczka i samorządowiec, zawodniczka motocrossu, posłanka na Sejm VIII, IX i X kadencji.

## Życiorys
Ukończyła XL Liceum Ogólnokształcące z Oddziałami Dwujęzycznymi im. Stefana Żeromskiego w Warszawie. Absolwentka studiów licencjackich i magisterskich politologii Wydziału Dziennikarstwa i Nauk Politycznych Uniwersytetu Warszawskiego (2014) oraz absolwentka studiów doktoranckich na tym samym wydziale (2017). W 2018 uzyskała także tytuł zawodowy magistra prawa na Wydziale Prawa i Administracji Uniwersytetu Warszawskiego. W latach 2011–2012 była stypendystką Wolnego Uniwersytetu Berlińskiego, ukończyła także Szkołę Liderów Politycznych. Od 2010 prowadziła własną działalność gospodarczą.
W 2008 wstąpiła do Platformy Obywatelskiej, powoływana w skład władz regionalnych i powiatowych partii. Objęła funkcję przewodniczącej Stowarzyszenia „Młodzi Demokraci” w Warszawie, a następnie w województwie mazowieckim. Bez powodzenia kandydowała w wyborach do Parlamentu Europejskiego w 2014 (otrzymała 6221 głosów). W wyborach samorządowych w tym samym roku z listy Platformy Obywatelskiej uzyskała mandat radnej sejmiku mazowieckiego (otrzymała 10 004 głosy).
W wyborach parlamentarnych w 2015 z ramienia PO kandydowała do Sejmu w okręgu podwarszawskim. Została wybrana na posłankę VIII kadencji, otrzymując 4820 głosów. W Sejmie została członkinią Komisji Edukacji, Nauki i Młodzieży oraz Komisji Sprawiedliwości i Praw Człowieka, pracowała też w Komisji Cyfryzacji, Innowacyjności i Nowoczesnych Technologii (2015–2016). Została przewodniczącą Parlamentarnego Zespołu ds. Przyszłości Edukacji. W wyborach w 2019 z powodzeniem ubiegała się o poselską reelekcję, kandydując z ramienia Koalicji Obywatelskiej i otrzymując 35 912 głosów.
19 września 2023 podczas wiecu wyborczego Mateusza Morawieckiego w Otwocku wygłaszała hasła dotyczące tzw. afery wizowej z użyciem megafonu. Wówczas funkcjonariusze policji, przytrzymując posłankę za ręce, zaprowadzili i wciągnęli ją do radiowozu. Działania policjantów spotkały się z liczną krytyką, zarzucono im m.in. naruszenie immunitetu poselskiego i przekroczenie uprawnień. Policja tłumaczyła się, że interweniujący funkcjonariusze nie mieli świadomości, że osoba ta jest posłanką. Na ujawnionych nagraniach ze zdarzenia zarejestrowano przy tym osoby (w tym posła Pawła Zalewskiego), które zwracają się do policjantów z tą informacją. W styczniu 2024 sąd uznał, że jej zatrzymanie było nielegalne, nieprawidłowe i niezasadne.
W wyborach parlamentarnych w 2023 po raz trzeci uzyskała mandat poselski, otrzymując 85 283 głosy.
Pod koniec maja 2025 w trakcie kampanii prezydenckiej umieściła na swoim profilu w serwisie X fotorelację z wizyty w jednym z domów pomocy społecznej, gdzie m.in. sfotografowała się w koszulce popierającej Rafała Trzaskowskiego z jednym z pensjonariuszy trzymającym worek ziemniaków. Po fali krytyki posłanka usunęła zdjęcie, przepraszając za jego zamieszczenie.

## Wyniki wyborcze
| Wybory | Komitet wyborczy                            | Komitet wyborczy      | Organ                              | Okręg            | Wynik          |
| ------ | ------------------------------------------- | --------------------- | ---------------------------------- | ---------------- | -------------- |
| 2014   |                                             | Platforma Obywatelska | Parlament Europejski VIII kadencji | nr 4             | 6221 (0,82%)   |
| 2014   | Sejmik Województwa Mazowieckiego V kadencji | Platforma Obywatelska | nr 7                               | 10 004 (2,82%)   |                |
| 2015   | Sejm VIII kadencji                          | Platforma Obywatelska | nr 20                              | 4820 (0,98%)     |                |
| 2019   |                                             | Koalicja Obywatelska  | nr 20                              | Sejm IX kadencji | 35 912 (6,00%) |
| 2023   | Sejm X kadencji                             | Koalicja Obywatelska  | nr 20                              | 85 283 (11,67%)  |                |

## Życie prywatne
Wyczynowo uprawiała motocross. W sezonie 2013 zajęła 3. miejsce w mistrzostwach Polski w tej dyscyplinie, a w sezonie 2014 znalazła się w kadrze narodowej. Weszła w skład Komisji ds. Kobiet Polskiego Związku Motorowego. Była współorganizatorem pierwszego Pucharu Polski Kobiet MX w 2011 oraz Mistrzostw Polski Kobiet w Motocrossie w 2013.
Przez 12 lat była członkinią formacji tanecznej tańców latynoamerykańskich w zespole „Brawko”. W latach 1999–2003 brała udział w Mistrzostwach Polski Formacji Tanecznych w Kraśniku, kilkukrotnie zdobywając drugie wicemistrzostwo Polski w kategorii Latin. Kilkukrotnie wywalczyła również Srebrny i Brązowy Aplauz na Międzynarodowym Dziecięcym Festiwalu Piosenki i Tańca w Koninie.
Wyczynowo uprawiała także zapasy jako zawodniczka warszawskich klubów AZS-AWF oraz Gwardii. W 2010 zajęła 8. miejsce mistrzostw Polski juniorek w tej dyscyplinie sportu.
W 2016 zawarła związek małżeński, w 2017 rozwiodła się. W 2018 wyszła za mąż za posła Arkadiusza Myrchę, z którym ma troje dzieci: Juliusza (ur. 2019), Liliannę (ur. 2020) i Amadeusza (ur. 2021).